# Підвисоке (Ізюмський район)
Підвисо́ке —  село в Україні, в Куньєвській сільській громаді Ізюмського району Харківської області. Населення становить 55 осіб.

## Географія
Село Підвисоке знаходиться на відстані 1,5 км від села Козютівка і за 2,5 км від села Куньє. Раніше село було чстиною села Козютівка. До села примикає невеликий лісовий масив (дуб).

## Походження назви
Назва походить від того, що село розташоване біля лісу під назвою "Високий".

## Населення
За переписом населення України 2001 року в селі мешкало 57 осіб.

### Мова
Розподіл населення за рідною мовою за даними перепису 2001 року:
| Мова       | Кількість | Відсоток |
| ---------- | --------- | -------- |
| українська | 46        | 83.64%   |
| російська  | 9         | 16.36%   |
| Усього     | 55        | 100%     |